# José Ignacio Munilla Aguirre
José Ignacio Munilla Aguirre (San Sebastián, 13 novembre 1961) è un vescovo cattolico spagnolo, dal 7 dicembre 2021 vescovo di Orihuela-Alicante.

## Biografia
José Ignacio Munilla Aguirre è nato nel quartiere Intxaurrondo di San Sebastián il 13 novembre 1961.

### Formazione e ministero sacerdotale
Si è diplomato al Colegio del Sagrado Corazón de Mundaiz di San Sebastián. Poco dopo è entrato nel seminario maggiore di Toledo  e ha proseguito gli studi ecclesiastici nel seminario di San Sebastián.
Il 29 giugno 1986 è stato ordinato presbitero per la diocesi di San Sebastián nella cattedrale del Buon Pastore da monsignor José María Setién. Il suo primo incarico è stato quello di vicario parrocchiale della parrocchia di Nostra Signora dell'Assunzione a Zumarraga. Il 16 luglio 1990 è stato nominato parroco di El Salvador. In quella parrocchia ha terminato la costruzione della nuova chiesa parrocchiale. Combinando la sua dedizione sacerdotale con lo studio, ha conseguito la laurea in teologia spirituale presso la sede di Burgos della Facoltà di Teologia della Spagna del Nord.
È stato membro del consiglio presbiterale in rappresentanza dell'arcipresbiterato di Zumarraga per sei anni.

### Ministero episcopale
Il 10 settembre 2006 papa Benedetto XVI lo ha nominato vescovo di Palencia. Ha ricevuto l'ordinazione episcopale il 10 settembre successivo dall'arcivescovo Manuel Monteiro de Castro, nunzio apostolico in Spagna e Andorra, co-consacranti il vescovo di San Sebastián Juan María Uriarte Goiricelaya e quello di Orihuela-Alicante Rafael Palmero Ramos. Durante la stessa celebrazione ha preso possesso della diocesi. Con 44 anni di età era il vescovo più giovane della Spagna.
Parlando della riforma della legge sull'interruzione volontaria di gravidanza attuata nel 2009 ha dichiarato che "è la legittimazione della legge della giungla". Ha accusato la sinistra di considerare un diritto "il massacro degli innocenti"  e ha avvertito che chiunque appoggiasse la legge sull'aborto sarebbe "complice dell'omicidio" e avrebbe "responsabilità morale davanti a Dio". Munilla ha inquadrato questa legge, così come le altre politiche del governo socialista, in un'ondata di "anticlericalismo" che colpisce altre aree della società e che sono responsabili di mantenere attivi, secondo lui, alcuni media che non ha voluto nominare.
Il 21 novembre 2009 papa Benedetto XVI lo ha nominato vescovo di San Sebastián. Ha preso possesso della diocesi il 9 gennaio successivo. È stato accolto da diversi minuti di applausi da parte dei fedeli presenti, inclusi quelli provenienti da Palencia.
Fin dai primi anni del suo ministero, ha mantenuto una relazione molto stretta con il mondo giovanile e i suoi problemi. È significativo che la sua prima lettera pastorale avesse il titolo di "Manda el porro a la porra" ("Manda lo spinello a quel paese").
Noto per i suoi articoli, prima sulla stampa basca, prima di essere nominato vescovo, e successivamente per le sue collaborazioni settimanali sul giornale Diario Palentino e sul mensile El Norte de Castilla, mantiene un'intensa attività sulla stampa scritta. Inoltre, ha un programma settimanale su Radio Maria chiamato "Sexto continente" dove ha spiegato per diversi anni il Catechismo della Chiesa Cattolica, e dove ha commentato il Youcat, il catechismo per i giovani spagnoli.
Nel febbraio del 2014 ha compiuto la visita ad limina.
Il 7 dicembre 2021 papa Francesco lo ha nominato vescovo di Orihuela-Alicante. Ha preso possesso della diocesi il 12 febbraio successivo.
In seno alla Conferenza episcopale spagnola è membro della commissione per le comunicazioni sociali dal 2011. In precedenza è stato membro della commissione per la vita consacrata dal 2005 al 2008 e della sottocommissione per i giovani della commissione per l'apostolato secolare dal 2008 al 2013 e membro della commissione per le comunicazioni sociali dal 2011 al 2017.
Nella riunione plenaria del Consiglio delle conferenze dei vescovi d'Europa (CCEE) tenutasi a San Gallo, in Svizzera, dal 27 al 30 settembre 2012 è stato nominato presidente della commissione per le comunicazioni sociali dei vescovi europei.
Conosce anche la lingua basca.

## Opere
- Dios te quiere feliz, Palabra, 2018, pp. 270.[20]
- Sexo con alma y cuerpo, Freshbook, 2015, pp. 168.
- El descarte del aborto, Idatz, 2014, pp. 116.
- Hablaré a mi pueblo, Idatz, 2014, pp. 447.
- Creo, pero aumenta mi fe, BAC, 2012, pp. 128.
- A la luz de su mirada, Ciudadela, 2012, pp. 107.
- Las cartas sobre la mesa, Ciudadela, 2009, pp. 464.

## Genealogia episcopale
La genealogia episcopale è:
- Cardinale Scipione Rebiba
- Cardinale Giulio Antonio Santori
- Cardinale Girolamo Bernerio, O.P.
- Arcivescovo Galeazzo Sanvitale
- Cardinale Ludovico Ludovisi
- Cardinale Luigi Caetani
- Cardinale Ulderico Carpegna
- Cardinale Paluzzo Paluzzi Altieri degli Albertoni
- Papa Benedetto XIII
- Papa Benedetto XIV
- Papa Clemente XIII
- Cardinale Marcantonio Colonna
- Cardinale Giacinto Sigismondo Gerdil, B.
- Cardinale Giulio Maria della Somaglia
- Cardinale Carlo Odescalchi, S.I.
- Cardinale Costantino Patrizi Naro
- Cardinale Lucido Maria Parocchi
- Papa Pio X
- Papa Benedetto XV
- Papa Pio XII
- Cardinale Eugène Tisserant
- Papa Paolo VI
- Cardinale Agostino Casaroli
- Cardinale Manuel Monteiro de Castro
- Vescovo José Ignacio Munilla Aguirre